# Carpodacus ferreorostris
Carpodacus ferreorostris е изчезнал вид птица от семейство Чинкови (Fringillidae).

## Разпространение
Видът е бил разпространен в Япония.